# Junior’s Farm
Junior’s Farm ist ein Lied der britischen Musikgruppe Wings, das im Oktober 1974 als Single-A-Seite veröffentlicht wurde. Es war die neunte Single der Wings, in Deutschland die zehnte. Komponiert wurde es von Paul McCartney und Linda McCartney.

## Hintergrund
Paul McCartney sagte über die Entstehung des Liedes: „Nach den ganzen geschäftlichen Besprechungen mit wahnsinnig ernsten Männern in Anzügen einfach nach Schottland zu verschwinden in T-Shirt und Cordhose herumzusitzen, tat ungeheuer gut. Das war mehr oder weniger die Stimmung, in der ich den Song geschrieben habe. Im Prinzip lautete die Botschaft: nichts wie weg hier. Man könnte sagen, das ist mein post-Beatles Raus-aus-der-Stadt-Song.“
Junior’s Farm handelt von einer fiktiven Person, Namens Junior. McCartney sagte, dass der Text des unter anderem von dem Bob-Dylan-Lied Maggie’s Farm (1965) beeinflussten Songs keine tiefere Bedeutung hätte.
Während der Aufnahmen zum Album Band on the Run waren Wings nur noch ein Trio, nachdem Gitarrist Henry McCullough und Schlagzeuger Denny Seiwell vor Beginn der Sessions in Lagos, Nigeria ausgestiegen waren. McCartney holte den schottischen Gitarristen Jimmy McCulloch und den englischen Schlagzeuger Geoff Britton, in dieser Formation flog die Band nach Nashville, USA, um mit neuen Aufnahmen zu beginnen. Dort wohnte die Band auf der Farm des Tennessee-Session-Musikers Claude Putman Jr. Wings probte in Putmans Garage, bevor sie im Juli 1974 in den Soundshop Recording Studios in Nashville aufnahm.
Für Junior’s Farm wurde ein Musikvideo gedreht, Regisseur war David Litchfield.
Die Single erreichte Platz 16 in Großbritannien und in den USA Platz drei in den jeweiligen Charts. In Deutschland hat sich die Single nicht platziert. Somit war es die neunte Top-Ten-Single in den USA für Paul McCartney. Trotz des kommerziellen Erfolgs wurde die Single nicht für das kommende Album Venus and Mars verwendet.
Wings spielten Junior’s Farm während ihrer Australien-Tournee 1975 live, anschließend wurde es aber wieder aus der Setlist genommen.
Paul McCartney schrieb 2021 in seinem Buch The Lyrics: 1956 To The Present über das Lied: „Junior’s Farm bleibt ein guter Live-Song, und wir haben ihn normalerweise zu Beginn des Sets eingebaut. Es hat viele Elemente, die gut funktionieren – eine erkennbare Einleitung und ein guter, gleichmäßiger Rock-’n’-Roll-Beat, und dann diese interessanten, leicht surrealen Texte und ein mitreißender Refrain von ‚Let‘s go, let‘s go‘.“

## Aufnahme
Junior’s Farm wurde von den Wings vom 16. bis zum 18. Juli 1974 in den Soundshop Recording Studios in Nashville mit Paul McCartney als Produzenten aufgenommen. Ernie Winfrey und Alan O’Duffy waren die Toningenieure der Aufnahmen. Die Abmischung erfolgte am 7. Oktober 1974 in den AIR Studios in London. Jimmy McCulloch spielt das Gitarrensolo und wird in einer Zeile des Liedes erwähnt (“Take me down Jimmy”).
Besetzung:
- Paul McCartney: Gesang, Bassgitarre
- Linda McCartney: Keyboard, Hintergrundgesang
- Denny Laine: E-Gitarre, Hintergrundgesang
- Jimmy McCulloch: E-Gitarre, Hintergrundgesang
- Geoff Britton: Schlagzeug

## Coverversionen
Es gibt über 15 Coverversionen von Junior’s Farm. Es hat unter anderen Steve Miller das Lied interpretiert.

## Veröffentlichung
- Die Single Junior’s Farm / Sally G erschien in Großbritannien am 25. Oktober 1974 (USA: 4. November 1974).[6] Die Promotionsingle wurde in den USA wie folgt veröffentlicht: auf der A-Seite befindet sich eine gekürzte Mono-Version (3:03) und auf der B-Seite die handelsübliche Single-Version des Liedes.[7] Die Single war McCartneys letzte Veröffentlichung auf Apple Records (vertrieben von EMI Records), bevor er im Mai 1975 nach der Auflösung der Partnerschaft der Beatles einen Solo-Plattenvertrag mit Capitol Records unterzeichnete.
- Junior’s Farm erschien am 27. November 1978 auf dem Kompilationsalbum, Wings Greatest, am 1. Dezember 1987 auf All the Best! (US-Version), am 7. Mai 2001 auf Wingspan: Hits and History (gekürzte Promotionversion) und am 10. Juni 2016 auf Pure McCartney.
- Am 31. Oktober 2014 (Standard Edition) und am 7. November 2014 (Deluxe Edition) wurde Venus and Mars, zum dritten Mal remastert, von dem Musiklabel Hear Music / Concord Music Group als Teil der Paul McCartney Archive Collection veröffentlicht. Diese Versionen enthalten Junior’s Farm.
- Am 14. Juni 2024 erschien das Wings-Album One Hand Clapping, es enthält Aufnahmen aus dem August 1974, so auch Junior’s Farm.